# DP World
Pour les articles homonymes, voir DPW.
DP World (DPW), filiale de Dubai World, société de participation appartenant au gouvernement de Dubaï (Émirats arabes unis) est le troisième exploitant portuaire mondial. Elle possède 49 terminaux et prévoit d'en acquérir 12 autres.
Elle peut aussi exploiter des installations via une coentreprise avec une entreprise locale publique ou privée. C'est le cas par exemple avec la coentreprise « Doraleh Container Terminal SA » crée pour gérer le terminal portuaire à conteneurs de Djibouti (le plus grand de toute l'Afrique).

## Histoire
En 1999, DP Terminals est créée en fusionnant la « Dubai Port Authority » et l'activité internationale de « DPI Terminals ».
En 2006, DP World rachète (en mars), pour 3,9 milliards de livres sterling, la société britannique P&O, qui était alors le quatrième exploitant portuaire mondial, devançant l'offre du Singapourien PSA International qui n'était que de 3,5 milliards. Ce rachat crée une forte polémique aux États-Unis où P&O gérait plusieurs ports américains. Dans le contexte post-11 septembre, de nombreux membres du Congrès des États-Unis (démocrates comme républicains) s'opposent, pour des raisons de sécurité, à ce qu'une société d'un pays du Golfe gère des ports américains.
En dépit du soutien de la Maison-Blanche et d'un certain nombre de garanties apportées, DP World a dû se résoudre à revendre ses activités portuaires aux États-Unis.
En 2011, DP World restructure sa dette (alors constituée de 25 milliards de dollars).
En 2014, DP World acquiert en novembre l'entreprise de logistique dubaïote « Economic Zones World » pour 2,6 milliards de dollars, toutes deux filiales de Dubai World, dans le contexte de restructuration de la dette de Dubai World.
En 2017, DP World annonce en septembre acquérir « Dubai Maritime City », une zone d'activité commerciale et industrielle, et de « Drydocks World », une entreprise de réparation navale, pour 405 millions de dollars.
En 2018, DP World annonce en août l'acquisition d'« Unifeeder », une entreprise logistique danoise, pour 660 millions d'euros.
En 2019, DP World annonce en juillet acquérir « Topaz Energy », autre entreprise de logistique, pour 1 milliard de dollars.
En 2020, DP World prend en janvier une participation de 44 % dans Swissterminal.
En juillet 2021, DP World annonce l'acquisition de la participation qu'il ne détenait pas dans Imperial Logistics, une entreprise sud-africaine, pour 887 millions de dollars.
Le 17 mars 2022, DP World licencie 800 employés de la P&O Ferries afin de les remplacer par des équipages étrangers. Ce licenciement survient de manière complètement inattendue, les équipages n'ayant été prévenus que 5 minutes avant leur débarquement forcé. Dans les jours suivants, le gouvernement britannique engagera des poursuites judiciaires. La même année, l'entreprise s'associe avec l'homme d'affaires franco-tunisien Mohamed Ayachi Ajroudi pour évaluer la création d'une zone logistique à Gabès en Tunisie.

## Localisation des terminaux
Afrique
- Algérie

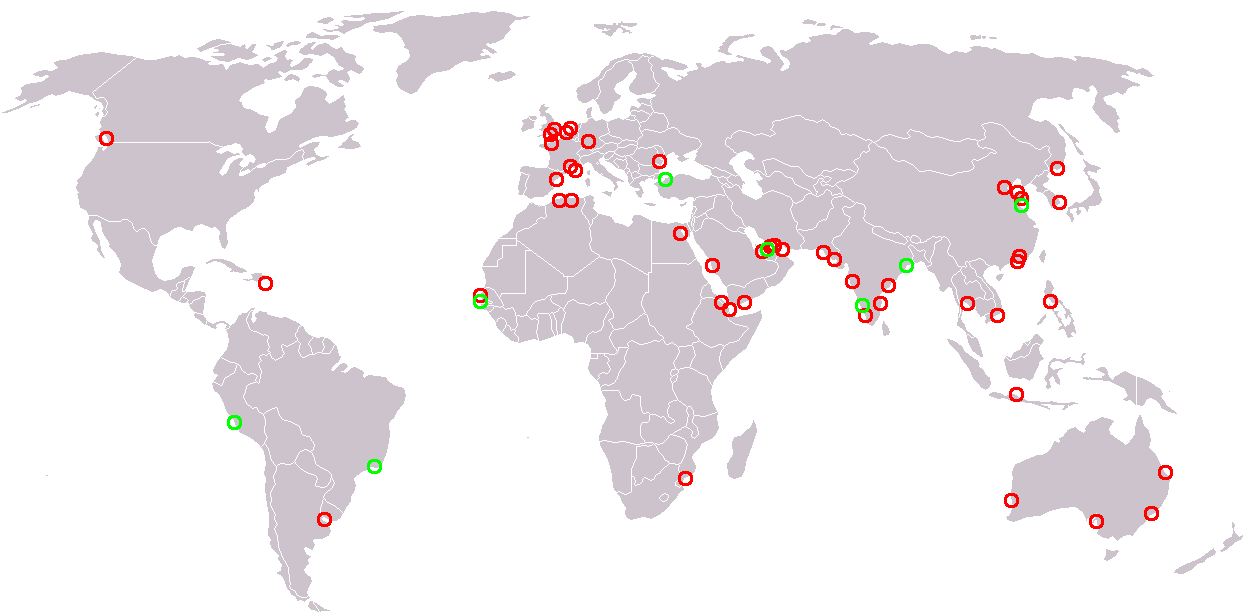
Carte des terminaux de DPWorld :
terminaux de conteneurs
terminaux en projet

  - Port d'Alger Djazair Port World joint-venture avec l'entreprise du port d'Alger (EPAL).
  - Port de Djen Djen (Jijel) joint-venture avec l'entreprise portuaire de Djendjen.
- Egypte
  - Port de Sokhna
- Sénégal
  - Port de Dakar : terminal à conteneurs
  - Port de Ndayane (en cours de construction)
- Angola
  - Port multifonctions de Luanda
- Tanzanie
  - Port de Dar Es Salaam
- Mozambique
  - Port de Maputo
- République Démocratique du Congo
  - Port de Banana (en cours de construction)
- Somaliland
  - Port de Berbera
- Puntland
  - Port de Bosaso

Amériques
- Argentine - terminaux 1 et 2 de Puerto Nuevo (Buenos Aires)
- Canada - centre du port de Vancouver
- République dominicaine - Puerto Caucedo
- Pérou - Port de Callao - en cours de développement
- Venezuela - Puerto Cabello

Asie
- Chine
  - Hong Kong - Les terminaux 3 et 8 de Kwai Chung, ainsi que le centre logistique ATL
  - Qingdao - Qingdao Qianwan Container Terminal - expansion en cours
  - Shanghai - Ji Fa Shanghai
  - Shenzhen -  Centre logistique ATL Yantian
  - Tianjin
  - Yantai - un terminal du port de Yantai
- Inde
  - Chennai - un terminal à conteneurs dans port de Chennai
  - Cochin
    - India Gateway Terminal
    - plusieurs terminaux à conteneurs à Vallarpadam (en) - en cours de développement

  - Kulpi (en) - en cours de développement
  - Mundra - Mundra International Container Terminal
  - Nhava Sheva - Nhava Sheva International Container Terminal
  - Visakhapatnam - Vizag Port
- Pakistan - Qasim International Container Terminal à Karachi - expansion en cours
- Russie - Vostochny Port
- Arabie saoudite
  - Djeddah Seaport
  - KAEC Port - en cours de développement
- Corée du Sud - Pusan
- Turquie - Körfez - en cours de développement
- Vietnam - Hô Chi Minh-Ville - Saigon Premier Container Terminal - en cours de développement
- Émirats arabes unis
  - Mina Zayed
  - Port Khalifa - en cours de développement
- Dubaï
  - Port de Jebel Ali,
  - Port d'Al Hamriya,
  - Port Rashid.
- Fujaïrah - Port de Fujaïrah

Europe
- Belgique
  - Anvers - Port d'Anvers
  - Churchill Dock
- France
  - Le Havre
    - Terminal de France (GMP - Général de manutention portuaire 50 %)

  - Marseille
    - Port de Marseille
    - Fos-sur-Mer - en cours de développement
- Allemagne - Germersheim
- Pays-Bas - Rotterdam - Maasvlakte 2 - en cours de développement
- Roumanie - Constanța - Constanța Sud Container Terminal
- Royaume-Uni
  - Londres - London Gateway - en cours de développement
  - Southampton - Southampton Container Terminals
  - Tilbury - Tilbury Container Services

Océanie
- Australie
  - Adélaïde - Port Adélaïde
  - Brisbane - Port de Brisbane
  - Fremantle - Port de Fremantle
  - Melbourne - Port de Melbourne
  - Sydney - Port Botany